# Гандзак (село)
Гандзак (арм. Գանձակ) — село в Гехаркуникской области Армении.

## География
Село расположено в западной части марза, на правом берегу реки Гаварагет, к западу от автодороги , на расстоянии 3 километров к юго-западу от города Гавар, административного центра области. Абсолютная высота — 1980 метров над уровнем моря.
Климат
Климат характеризуется как умеренно холодный, влажный (Dfb в классификации климатов Кёппена). Среднегодовая температура воздуха составляет 3,9 °C. Средняя температура самого холодного месяца (января) составляет −7,4 °С, самого жаркого месяца (августа) — 14,9 °С. Расчётная многолетняя норма атмосферных осадков — 1191 мм. Наибольшее количество осадков выпадает в мае (167 мм).

## Население
Численность постоянного населения по состоянию на 1 января 2023 года составляла 4318 человек.
| Год переписи | Население          | Население          | Население          | Население            | Население            | Население            |
| Год переписи | Наличное население | Наличное население | Наличное население | Постоянное население | Постоянное население | Постоянное население |
| Год переписи | Всего              | Мужчины            | Женщины            | Всего                | Мужчины              | Женщины              |
| ------------ | ------------------ | ------------------ | ------------------ | -------------------- | -------------------- | -------------------- |
| 2001         | 3869               | 1897               | 1972               | 4237                 | 2147                 | 2090                 |
| 2011         | 3568               | 1771               | 1797               | 3815                 | 1952                 | 1863                 |

| Год  | Численность | Численность |
| ---- | ----------- | ----------- |
| 1831 | 489         | [ 8 ]       |
| 1873 | 931         | [ 9 ]       |
| 1897 | 1515        | [ 8 ]       |
| 1926 | 1883        | [ 8 ]       |
| 1939 | 2206        | [ 8 ]       |
| 1959 | 2306        | [ 8 ]       |
| 1970 | 2878        | [ 8 ]       |
| 1979 | 3392        | [ 8 ]       |
| 2001 | 4237        | [ 8 ]       |
| 2011 | 3815        | [ 10 ]      |